# Ernst Eichler (Linguist)
Ernst Eichler (* 15. Mai 1930 in Niemes, Tschechoslowakei; † 29. Juni 2012 in Leipzig) war ein deutscher Sprachwissenschaftler, der als Nestor der slawistischen Namenkunde in Deutschland galt.

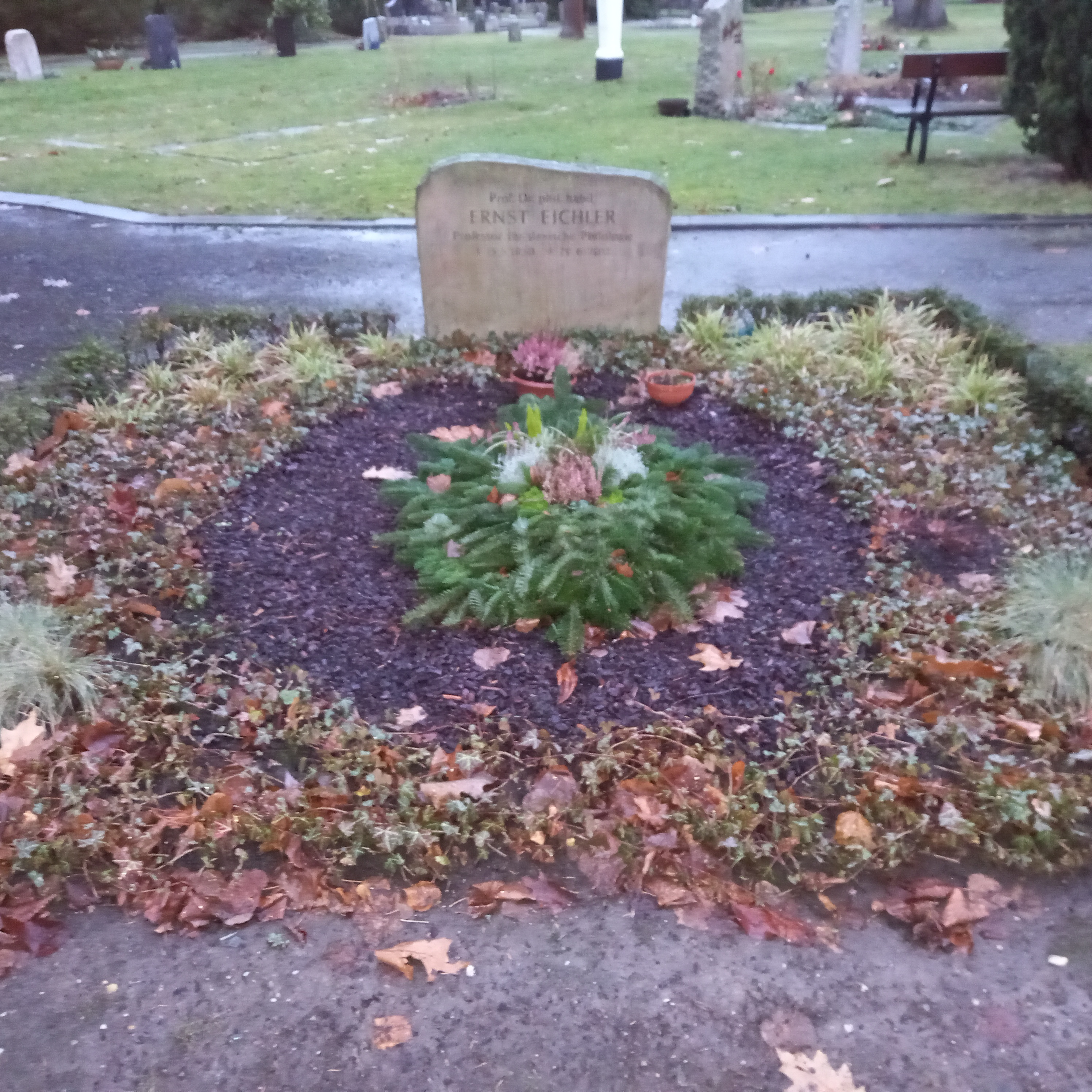
Das Grab von Ernst Eichler auf dem Südfriedhof (Leipzig)

## Leben
Nach seinem Abitur am Gymnasium in Delitzsch studierte Ernst Eichler von 1950 bis 1955 Slawistik und Germanistik an der Universität Leipzig. Zu seinen dortigen Lehrern gehörte unter anderem Reinhold Olesch. Bereits 1955 promovierte Eichler mit seinem Werk Die Orts- und Flußnamen der Kreise Delitzsch und Eilenburg. Mit seinen Forschungsergebnissen der Studien zur Frühgeschichte slawischer Mundarten zwischen Saale und Neiße habilitierte sich Eichler 1961 für slawische Philologie. 1975 wurde er zum ordentlichen Professor für Tschechische Sprache berufen und übte diese Professur bis zu seiner Emeritierung 1995 aus. Auch nach dieser Zeit setzte er seine mehr als vier Jahrzehnte währende Forschung am Institut für Slavistik an der Universität Leipzig fort.
Von 1978 bis zu seinem Tod gehörte Eichler als ordentliches Mitglied der Philologisch-historischen Klasse der Sächsischen Akademie der Wissenschaften an. Außerdem gehörte er 1965 zu den Gründungsmitgliedern des Niederlausitzer Arbeitskreises für regionale Forschung beim Rat des Bezirkes Cottbus.
Von Ernst Eichler stammen etwa 1000 Veröffentlichungen, hauptsächlich zur Namenkunde und Siedlungsgeschichte in Deutschland und dem westslawischen Raum.

## Ehrungen und Auszeichnungen
- Ordentliches Mitglied der Sächsischen Akademie der Wissenschaften (1978)
- Auswärtiges Mitglied der Polnischen Akademie der Wissenschaften und Künste (1997)
- Ehrenmedaille der Prager Karls-Universität (1998)
- Eike-von-Repgow-Preis der Landeshauptstadt Magdeburg und der Otto-von-Guericke-Universität Magdeburg (1998)
- Ordentliches Mitglied der Sudetendeutschen Akademie der Wissenschaften und Künste (1999)
- Ehrendoktorwürde zum Dr. phil. h.c. der Comenius-Universität Bratislava
- Ehrendoktorwürde zum Dr. paed. h.c. der Universität Leipzig (1976)[2]

## Schriften
- Die Orts- und Flußnamen des Kreises Delitzsch. Eine namenkundliche Studie im Gebiet zwischen Saale und Mulde. Dissertation. Leipzig 1955.
- Die Orts- und Flussnamen der Kreise Delitzsch und Eilenburg. Studien zur Namenkunde und Siedlungsgeschichte im Saale-Mulde-Gebiet (= Deutsch-slawische Forschungen zur Namenkunde und Siedlungsgeschichte. Nr. 4). Niemeyer, Halle (Saale) 1958. (zugleich: veränderte Dissertation)
- mit Elisabeth Lea und Hans Walther: Die Ortsnamen des Kreises Leipzig (= Deutsch-slawische Forschungen zur Namenkunde und Siedlungsgeschichte. Nr. 8). Niemeyer, Halle (Saale) 1960.
- unter Mitwirkung von Karlheinz Hengst: Bibliographie der Namenforschung in der Deutschen Demokratischen Republik. Zum Kongressjahr 1963. Leipziger Namenkundliche Arbeitsgruppe, Leipzig 1963.
- mit Wolfgang Fleischer: Bibliographie der germanistischen Sprachwissenschaft in der Sowjetunion, 1950–1960. Leipziger Linguistenkreis, Leipzig 1963.
- Studien zur Frühgeschichte slawischer Mundarten zwischen Saale und Neiße (= Deutsch-slawische Forschungen zur Namenkunde und Siedlungsgeschichte. Nr. 19). Akademie-Verlag, Berlin 1965. (zugleich: Habilitationsschrift, Leipzig 1961)
- Flurnamen des Delitzscher Landes (= Veröffentlichungen zur Delitzscher Geschichte. Heft 3). Kreismuseum, Delitzsch 1965.
- Etymologisches Wörterbuch der slawischen Elemente im Ostmitteldeutschen (= Schriften des Instituts für sorbische Volksforschung. Band 29). Domowina-Verlag, Bautzen 1965.
- Bibliographie der Namenforschung in der Deutschen Demokratischen Republik. Band 2 [1963–1965], Leipziger Namenkundliche Arbeitsgruppe, Leipzig 1966.
- mit Hans Walther: Die Ortsnamen im Gau Daleminze. Studien zur Toponymie der Kreise Döbeln, Grossenhain, Meissen, Oschatz und Riesa. Band 1: Namenbuch (= Deutsch-slawische Forschungen zur Namenkunde und Siedlungsgeschichte. Nr. 20). Akademie-Verlag, Berlin 1966; Band 2: Namen- und Siedlungskunde (= Deutsch-slawische Forschungen zur Namenkunde und Siedlungsgeschichte. Nr. 21). Akademie-Verlag, Berlin 1967.
- Die slawistischen Studien des Johann Leonhard Frisch. Ein Beitrag zur Geschichte der deutschen Slawistik (= Veröffentlichungen des Instituts für Slawistik. Nr. 40). Akademie-Verlag, Berlin 1967.
- Die Ortsnamen der Niederlausitz. Domowina-Verlag, Bautzen 1975.
- mit Hans Walther: Ortsnamenbuch der Oberlausitz. Studien zur Toponymie der Kreise Bautzen, Bischofswerda, Görlitz, Hoyerswerda, Kamenz, Löbau, Niesky, Senftenberg, Weißwasser und Zittau. Band 1: Namenbuch. (= Deutsch-slawische Forschungen zur Namenkunde und Siedlungsgeschichte. Nr. 28). Akademie-Verlag, Berlin 1975; Band 2: Namen- und Siedlungskunde (= Deutsch-slawische Forschungen zur Namenkunde und Siedlungsgeschichte. Nr. 29). Akademie-Verlag, Berlin 1978.
- Jan Meschgang; Ernst Eichler (Bearbeiter): Die Ortsnamen der Oberlausitz. 2. Auflage. Domowina-Verlag, Bautzen 1981.
- Geschichte der slowakischen Sprache. Abriss (= Lehrbücher und Arbeitsmaterialien zum Studium der slowakischen Sprache. Band 8). Karl-Marx-Universität Leipzig, Sektion Theoretische und Angewandte Sprachwissenschaften, Leipzig 1982.
- Ergebnisse der Namenforschung im deutsch-slawischen Berührungsgebiet (= Sitzungsberichte der Sächsischen Akademie der Wissenschaften zu Leipzig, Philologisch-Historische Klasse, Band 122. Heft 5). Akademie-Verlag, Berlin 1982.
- mit Volkmar Hellfritzsch und Johannes Richter: Die Ortsnamen des sächsischen Vogtlandes. Herkunft – Entwicklung – Bedeutung. Band 1: Namenbuch (= Schriftenreihe Vogtlandmuseum (Plauen). Heft 50). Vogtlandmuseum, Plauen 1983; Band 2: Zur Namenkunde und Siedlungsgeschichte (= Schriftenreihe Vogtlandmuseum (Plauen). Heft 53). Vogtlandmuseum, Plauen 1985.
- mit Hans Walther: Untersuchungen zur Ortsnamenkunde und Sprach- und Siedlungsgeschichte des Gebietes zwischen Mittlerer Saale und Weißer Elster (= Deutsch-slawische Forschungen zur Namenkunde und Siedlungsgeschichte. Nr. 35). Akademie-Verlag, Berlin 1984.
- Reinhold Trautmann und die deutsche Slawistik (= Sitzungsberichte der Sächsischen Akademie der Wissenschaften zu Leipzig, Philologisch-Historische Klasse, Band 125. Heft 1). Akademie-Verlag, Berlin 1984.
- Beiträge zur deutsch-slawischen Namenforschung. Zentralantiquariat der Deutschen Demokratischen Republik, Leipzig 1985. (Reprint kleiner Schriften aus den Jahren 1955 bis 1981)
- Slawische Ortsnamen zwischen Saale und Neiße. Ein Kompendium. 4 Bände. Domowina-Verlag, Bautzen 1985–2009.
  - Band 1: A–J. 1985. (2. Auflage, 1987; 3. Auflage, 1994, ISBN 3-7422-0096-9)
  - Band 2: K–M. 1987, ISBN 3-7420-0097-7. (2. Auflage, 2010, ISBN 978-3-7420-0097-2)
  - Band 3: N–S. 1993, ISBN 3-7420-0780-7.
  - Band 4: T–Z. 2009, ISBN 978-3-7420-1716-1.
- mit Hans Walther: Städtenamenbuch der DDR. Bibliographisches Institut, Leipzig 1986. (2. Auflage 1988, ISBN 3-323-00007-2)
- als Herausgeber: Slawistik in Deutschland. Von den Anfängen bis 1945. Ein biographisches Lexikon. Domowina-Verlag, Bautzen 1993, ISBN 3-7420-1538-9.
- mit Werner Mühlner: Ortsnamen slawischer Herkunft. Norddeutschland. Thon, Schwerin 1996, ISBN 3-928820-49-4.
- als Herausgeber mit Hans Walther: Historisches Ortsnamenbuch von Sachsen (= Quellen und Forschungen zur sächsischen Geschichte. Band 21). 3 Bände. Akademie-Verlag, Berlin 2001, ISBN 3-05-003728-8.
- Beiträge zur slavisch-deutschen Sprachkontaktforschung. Band 1: Siedlungsnamen im oberfränkischen Stadt- und Landkreis Bamberg. Winter, Heidelberg 2001, ISBN 3-8253-1105-8.
- mit Werner Mühlner unter Mitarbeit von Hans Walther: Die Namen der Städte in Mecklenburg-Vorpommern. Herkunft und Bedeutung. Koch, Rostock 2002, ISBN 3-935319-23-1.
- Beiträge zur slavisch-deutschen Sprachkontaktforschung. Band 2: Siedlungsnamen im oberfränkischen Stadt- und Landkreis Bayreuth. Winter, Heidelberg 2006, ISBN 3-8253-5091-6.
- unter Mitarbeit von Hans Walther: Sachsen. Alle Städtenamen und deren Geschichte. Faber & Faber, Leipzig 2007, ISBN 978-3-86730-038-4.
- mit Hans Walther: Alt-Leipzig und das Leipziger Land. Ein historisch-geographisches Namenbuch zur Frühzeit im Elster-Pleißen-Land im Rahmen der Sprach- und Siedlungsgeschichte. Leipziger Universitätsverlag, Leipzig 2010, ISBN 978-3-86583-462-1.
- mit Christian Zschieschang: Die Ortsnamen der Niederlausitz östlich der Neiße (= Abhandlungen der Sächsischen Akademie der Wissenschaften zu Leipzig, Philologisch-Historische Klasse, Band 81. Heft 6). Hirzel, Stuttgart/Leipzig 2011, ISBN 978-3-7776-2155-5.